# Danh sách cầu thủ tham dự Cúp Nhà vua Fahd 1992
Dưới đây là đội hình các đội tại giải Cúp Nhà vua Fahd 1992 ở Ả Rập Saudi.

## Đội tuyển

### Argentina
Huấn luyện viên trưởng: Alfio Basile
| Số | Vt | Cầu thủ             | Ngày sinh (tuổi)            | Số trận | Câu lạc bộ             |
| -- | -- | ------------------- | --------------------------- | ------- | ---------------------- |
| 1  | TM | Sergio Goycochea    | 17 tháng 10, 1963 (28 tuổi) | -       | Cerro Porteño          |
| 2  | HV | Sergio Vázquez      | 23 tháng 11, 1965 (26 tuổi) | -       | Rosario Central        |
| 3  | HV | Ricardo Altamirano  | 12 tháng 12, 1965 (26 tuổi) | -       | River Plate            |
| 4  | HV | Fabián Basualdo     | 26 tháng 2, 1964 (28 tuổi)  | -       | River Plate            |
| 5  | TV | Fernando Redondo    | 6 tháng 7, 1969 (23 tuổi)   | -       | CD Tenerife            |
| 6  | HV | Oscar Ruggeri       | 26 tháng 1, 1962 (30 tuổi)  | -       | Ancona                 |
| 7  | TĐ | Claudio Caniggia    | 9 tháng 1, 1967 (25 tuổi)   | -       | AS Roma                |
| 8  | TV | José Luis Villareal | 17 tháng 3, 1966 (26 tuổi)  | -       | Boca Juniors           |
| 9  | TĐ | Gabriel Batistuta   | 1 tháng 2, 1969 (23 tuổi)   | -       | Fiorentina             |
| 10 | TV | Diego Simeone       | 28 tháng 4, 1970 (22 tuổi)  | -       | Sevilla                |
| 11 | TV | Diego Cagna         | 19 tháng 4, 1970 (22 tuổi)  | -       | Independiente          |
| 12 | TM | Luis Islas          | 22 tháng 12, 1965 (26 tuổi) | -       | Independiente          |
| 14 | TĐ | Alberto Acosta      | 23 tháng 8, 1966 (26 tuổi)  | -       | San Lorenzo de Almagro |
| 15 | HV | Jorge Borelli       | 2 tháng 11, 1964 (27 tuổi)  | -       | Racing Club            |
| 16 | TĐ | Claudio García      | 24 tháng 8, 1963 (29 tuổi)  | -       | Racing Club            |
| 18 | HV | Néstor Craviotto    | 6 tháng 10, 1963 (29 tuổi)  | -       | Independiente          |
| 20 | TV | Leonardo Rodríguez  | 24 tháng 8, 1966 (28 tuổi)  | -       | Atalanta               |
| 21 | TM | Fabián Cancelarich  | 30 tháng 12, 1965 (26 tuổi) | -       | Belgrano               |

### Bờ Biển Ngà
Huấn luyện viên trưởng: Yeo Martial
| Số | Vt | Cầu thủ              | Ngày sinh (tuổi)            | Số trận | Câu lạc bộ             |
| -- | -- | -------------------- | --------------------------- | ------- | ---------------------- |
| 1  | TM | Alain Gouaméné       | 15 tháng 6, 1966 (26 tuổi)  |         | Raja Casablanca        |
| 2  | HV | Basile Aka Kouamé    | 6 tháng 4, 1963 (29 tuổi)   |         | ASEC Mimosas           |
| 3  | HV | Arsène Hobou         | 30 tháng 10, 1967 (24 tuổi) |         | ASEC Mimosas           |
| 4  | TV | Ibrahima Koné        | 26 tháng 7, 1969 (23 tuổi)  |         | Africa Sports National |
| 5  | HV | Rufin Lué            | 5 tháng 1, 1968 (24 tuổi)   |         | Africa Sports National |
| 6  | HV | Sékana Diaby         | 10 tháng 8, 1968 (24 tuổi)  |         | Stade Brestois 29      |
| 7  | TV | Joseph Gadji Celi    | 1 tháng 5, 1961 (31 tuổi)   |         | ASEC Mimosas           |
| 8  | TĐ | Oumar Ben Salah      | 2 tháng 7, 1964 (28 tuổi)   |         | Le Mans FC             |
| 10 | TĐ | Abdoulaye Traoré     | 4 tháng 3, 1967 (25 tuổi)   |         | ASEC Mimosas           |
| 12 | TĐ | Georges Lignon       | 29 tháng 12, 1968 (23 tuổi) |         | Africa Sports National |
| 14 | TV | Lucien Kassi-Kouadio | 12 tháng 12, 1963 (28 tuổi) |         | ASEC Mimosas           |
| 16 | TM | Losseni Konaté       | 29 tháng 12, 1972 (19 tuổi) |         | ASEC Mimosas           |
| 17 | TV | Serge Maguy          | 20 tháng 10, 1970 (21 tuổi) |         | Africa Sports National |
| 18 | TĐ | Eugène Beugré Yago   | 15 tháng 12, 1969 (22 tuổi) |         | Africa Sports National |
| 19 | HV | Sam Abouo            | 26 tháng 12, 1973 (18 tuổi) |         | ASEC Mimosas           |
| 20 | HV | Alain Bédé           | 20 tháng 8, 1970 (22 tuổi)  |         |                        |
| 21 | TĐ | Donald-Olivier Sié   | 3 tháng 4, 1970 (22 tuổi)   |         | ASEC Mimosas           |
| 22 | HV | Lassina Dao          | 6 tháng 12, 1971 (20 tuổi)  |         | ASEC Mimosas           |

### Ả Rập Saudi
Huấn luyện viên trưởng:  Nélson Rosa Martins
| Số | Vt | Cầu thủ               | Ngày sinh (tuổi)            | Số trận | Câu lạc bộ  |
| -- | -- | --------------------- | --------------------------- | ------- | ----------- |
| 1  | TM | Saud Al-Otaibi        | 3 tháng 11, 1969 (22 tuổi)  |         | Al Shabab   |
| 2  | HV | Abdullah Al-Dosari    | 1 tháng 11, 1969 (22 tuổi)  |         | Al Ittihad  |
| 3  | TV | Salem Al-Alawi        | 21 tháng 8, 1972 (20 tuổi)  |         | Al Qadisyah |
| 4  | HV | Abdul Rahman Al-Roomi | 28 tháng 10, 1969 (22 tuổi) |         | Al Shabab   |
| 5  | HV | Mohammed Al-Khilaiwi  | 21 tháng 8, 1971 (21 tuổi)  |         | Al Ittihad  |
| 6  | TV | Fuad Anwar            | 13 tháng 10, 1972 (20 tuổi) |         | Al Shabab   |
| 7  | TĐ | Saeed Al-Owairan      | 19 tháng 8, 1967 (25 tuổi)  |         | Al Shabab   |
| 8  | TV | Fahad Al-Bishi        | 10 tháng 9, 1965 (27 tuổi)  |         | Al Nassr    |
| 9  | TĐ | Hamzah Idris Falatah  | 8 tháng 10, 1972 (20 tuổi)  |         | Ohud        |
| 10 | TĐ | Sami Al-Jaber         | 11 tháng 12, 1972 (19 tuổi) |         | Al Hilal    |
| 11 | TĐ | Fahad Al-Mehallel     | 11 tháng 11, 1970 (21 tuổi) |         | Al Shabab   |
| 12 | HV | Awad Al-Anazi         | 24 tháng 9, 1968 (24 tuổi)  |         | Al Shabab   |
| 14 | TV | Khalid Al-Muwallid    | 23 tháng 11, 1971 (20 tuổi) |         | Al Ahli     |
| 15 | TV | Yousuf Al-Thunayan    | 18 tháng 11, 1963 (28 tuổi) |         | Al Hilal    |
| 16 | TV | Khaled Al-Hazaa       | 2 tháng 12, 1971 (20 tuổi)  |         | Al Nassr    |
| 18 | HV | Saleh Al-Dawod        | 24 tháng 9, 1968 (24 tuổi)  |         | Al Shabab   |
| 19 | TV | Hamzah Saleh          | 19 tháng 4, 1967 (25 tuổi)  |         | Al Ahli     |
| 20 | TV | Abdul Al-Rozan        | 4 tháng 8, 1966 (26 tuổi)   |         | Ả Rập Xê Út |
| 21 | TM | Shaker Al-Shujaa      | 22 tháng 8, 1972 (20 tuổi)  |         | Al Shabab   |

### Hoa Kỳ
Huấn luyện viên trưởng:  Bora Milutinović
| Số | Vt | Cầu thủ          | Ngày sinh (tuổi)            | Số trận | Câu lạc bộ                   |
| -- | -- | ---------------- | --------------------------- | ------- | ---------------------------- |
| 1  | TM | Tony Meola       | 21 tháng 2, 1969 (23 tuổi)  |         | Fort Lauderdale Strikers     |
| 2  | HV | Janusz Michallik | 22 tháng 4, 1966 (26 tuổi)  |         |                              |
| 3  | HV | Mike Lapper      | 28 tháng 8, 1970 (22 tuổi)  |         | Los Angeles Heat             |
| 4  | TV | Bruce Murray     | 25 tháng 1, 1966 (26 tuổi)  |         | Maryland Bays                |
| 6  | TV | John Harkes      | 8 tháng 3, 1967 (25 tuổi)   |         | Sheffield Wednesday          |
| 7  | TV | Hugo Pérez       | 8 tháng 11, 1963 (28 tuổi)  |         | Al-Ittihad Jeddah            |
| 8  | TV | Dominic Kinnear  | 26 tháng 6, 1967 (25 tuổi)  |         | San Francisco Bay Blackhawks |
| 9  | TV | Tab Ramos        | 21 tháng 9, 1966 (26 tuổi)  |         | Real Betis                   |
| 10 | TĐ | Peter Vermes     | 21 tháng 11, 1966 (25 tuổi) |         | UE Figueres                  |
| 11 | TĐ | Eric Wynalda     | 9 tháng 6, 1969 (23 tuổi)   |         | 1. FC Saarbrücken            |
| 12 | TĐ | Jean Harbor      | 19 tháng 9, 1965 (27 tuổi)  |         | Tampa Bay Rowdies            |
| 13 | TV | Cobi Jones       | 16 tháng 6, 1970 (22 tuổi)  |         | UCLA Bruins                  |
| 14 | TV | Brian Quinn      | 24 tháng 5, 1960 (32 tuổi)  |         | San Diego Sockers            |
| 15 | TV | John DeBrito     | 3 tháng 12, 1968 (23 tuổi)  |         | Tulsa Ambush                 |
| 17 | HV | Marcelo Balboa   | 8 tháng 8, 1967 (25 tuổi)   |         | Colorado Foxes               |
| 18 | TM | Mark Dodd        | 14 tháng 9, 1965 (27 tuổi)  |         | Colorado Foxes               |
| 19 | TV | Chris Henderson  | 11 tháng 12, 1970 (21 tuổi) |         |                              |
| 20 | HV | Paul Caligiuri   | 9 tháng 3, 1964 (28 tuổi)   |         | SC Freiburg                  |
| 21 | HV | Fernando Clavijo | 23 tháng 1, 1956 (36 tuổi)  |         | St. Louis Storm              |
| 22 | TV | Roy Wegerle      | 19 tháng 3, 1964 (28 tuổi)  |         | Blackburn Rovers             |